# 上海巴士第四公共交通有限公司
上海巴士四公司，前身为强生公交。2009年上海公交大改革之后，更名为巴士六汽，后与上海巴士新新合并，2015年更名为巴士四公司。巴士四公司主要在上海西部和南部（松江区、闵行区、长宁区、徐汇区、静安区、普陀区、黄浦区、浦东新区）等地经营公交线路，拥有50条线路的经营权，运营车辆1400余辆。